# شیرلند
شیرلند (به انگلیسی: Shirland) یک روستا در بریتانیا است که در Shirland and Higham واقع شده‌است. شیرلند ۴٬۸۰۲ نفر جمعیت دارد.